# Koper (Slovénie)
Pour les articles homonymes, voir Koper.
Koper ou Capodistrie (en italien : Capodistria) est une des plus importantes communes urbaines de Slovénie avec une population de plus de 50 000 habitants. La commune, sise sur la péninsule d'Istrie, a la particularité d'être bilingue slovène et italien. Elle accueille le seul grand port commercial du pays et joue un rôle stratégique pour son pays. Elle est située dans le golfe de Trieste et plus particulièrement dans la baie de Koper (Koprski zaliv ou Baia di Capodistria) au nord de la mer Adriatique. Elle est située à l'est des communes slovènes d'Izola et de Piran et à un peu plus de 10 km au sud de l'importante ville italienne de Trieste.

## Étymologie
Koper/Capodistria, la localité principale de la commune, doit son nom slovène aux chèvres. Elle fut d'abord dénommée Aegida, du nom du bouclier d'Athéna, par les Grecs, puis Capris, Caprea, Capre ou Caprista par les Romains. Au Moyen Âge, la zone appartient d'abord à l'Empire romain d'orient et est alors nommée Caput Histriae : la « pointe de l'Istrie » (d'où le nom italien Capodistria est tiré).

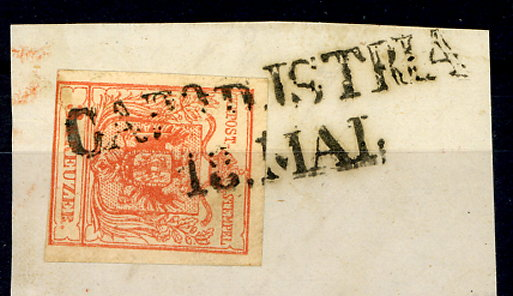
CAPO d'ISTRIA sur timbre autrichien de l'émission de 1850.

## Géographie
La ville se trouve à l'extrémité occidentale de la Slovénie, au nord de la péninsule de l'Istrie, sur le court espace du littoral slovène. Elle est à l'embouchure du petit fleuve Rižana.
Situé sur la mer Adriatique (golfe de Trieste), le port de Koper/Capodistria est l'un des quatre ports de la Slovénie, avec Piran, Izola et Portoroz (voir la carte). Un accès déjà stratégique pour l'empire très continental d'Autriche-Hongrie qui contrôlait la région jusqu'à la fin de la Première Guerre mondiale.
Le territoire de la commune s'étend sur 311,2 km², coincé entre l'Italie au nord et la Croatie au sud. Son altitude varie entre 0 et 1 028 mètres au mont Slavnik. La longueur de la côte est de 17,6 km, un tiers environ des côtes slovènes.

## Histoire
À partir du VIIe siècle, les Carantanes, des Slaves ancêtres des Slovènes, les Horvates, Slaves ancêtres des Croates et les Istriens, Romans orientaux venus des Balkans, s'installent aussi en Istrie. Au XIe siècle, la région passe à l'Empire germanique. La ville fait partie des possessions de la république de Venise de 1278 à 1797 avant de passer successivement entre les mains des Habsbourg et des Français impériaux (entre 1805 et 1813) avant d'échoir pour plus d'un siècle à l'empire d'Autriche, devenu l'Autriche-Hongrie par le compromis de 1867 (Capodistria fait alors partie de la Cisleithanie et devient chef-lieu du district de même nom, l'un des 11 Bezirkshauptmannschaften dans la province du Littoral autrichien.
En 1919, la ville est cédée à l'Italie (avec la totalité de l'Istrie) qui fondait sa revendication sur une longue présence vénitienne et la langue italienne parlée par la majorité de la population ("terres irrédentes"). Elle est occupée par les partisans communistes de Tito en 1945, intégrée à la zone B du Territoire libre de Trieste à sa création en 1947 et annexée à la Yougoslavie en 1954 au sein de la Slovénie. La plupart des habitants italiens ont alors quitté la ville en 1954.

## Démographie
Entre 1999 et 2009, la population de la commune a constamment augmenté pour dépasser les 50 000 habitants.
Évolution démographique
| 1999   | 2000   | 2001   | 2002   | 2003   | 2004   | 2005   | 2006   | 2007   | 2008   | 2009   |
| ------ | ------ | ------ | ------ | ------ | ------ | ------ | ------ | ------ | ------ | ------ |
| 47 997 | 48 245 | 48 297 | 48 527 | 48 885 | 48 965 | 49 272 | 49 827 | 50 145 | 51 428 | 51 915 |

## Relations internationales

### Jumelages
La ville de Koper est jumelée avec :
- Muggia (Italie)
- San Dorligo della Valle (Italie)
- Ferrare (Italie)
- Buzet (Croatie)
- Žilina (Slovaquie)
- Corfou (Grèce)
- Jiujiang (Chine)

## Galerie de photos

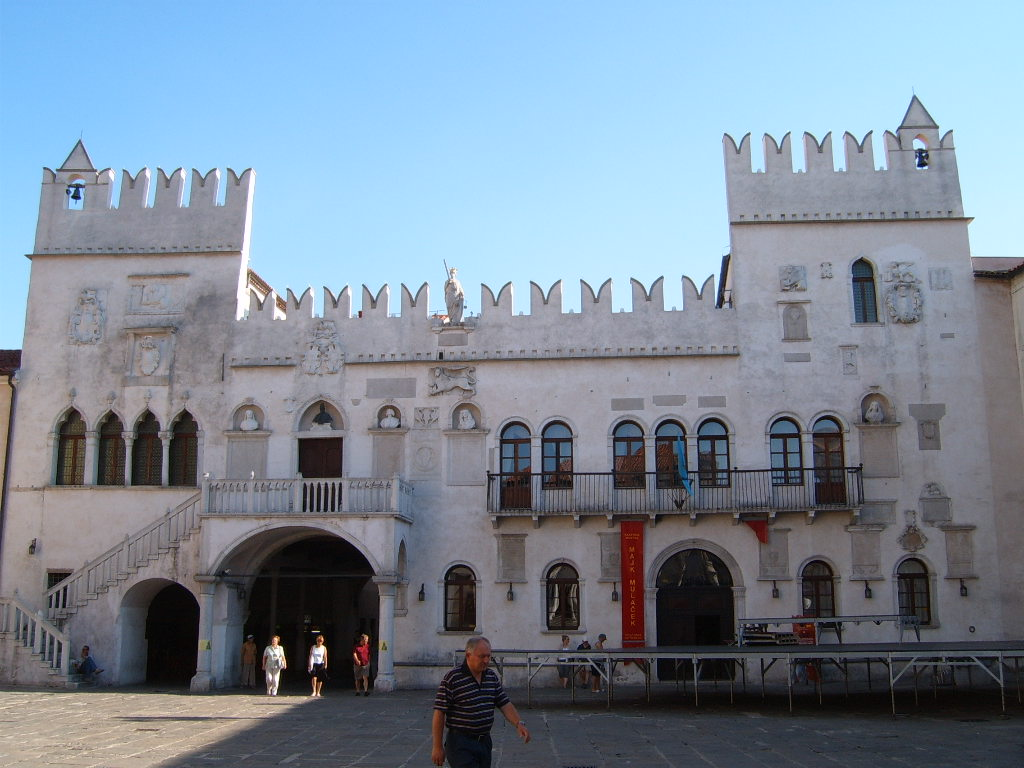
Le palais prétorien.
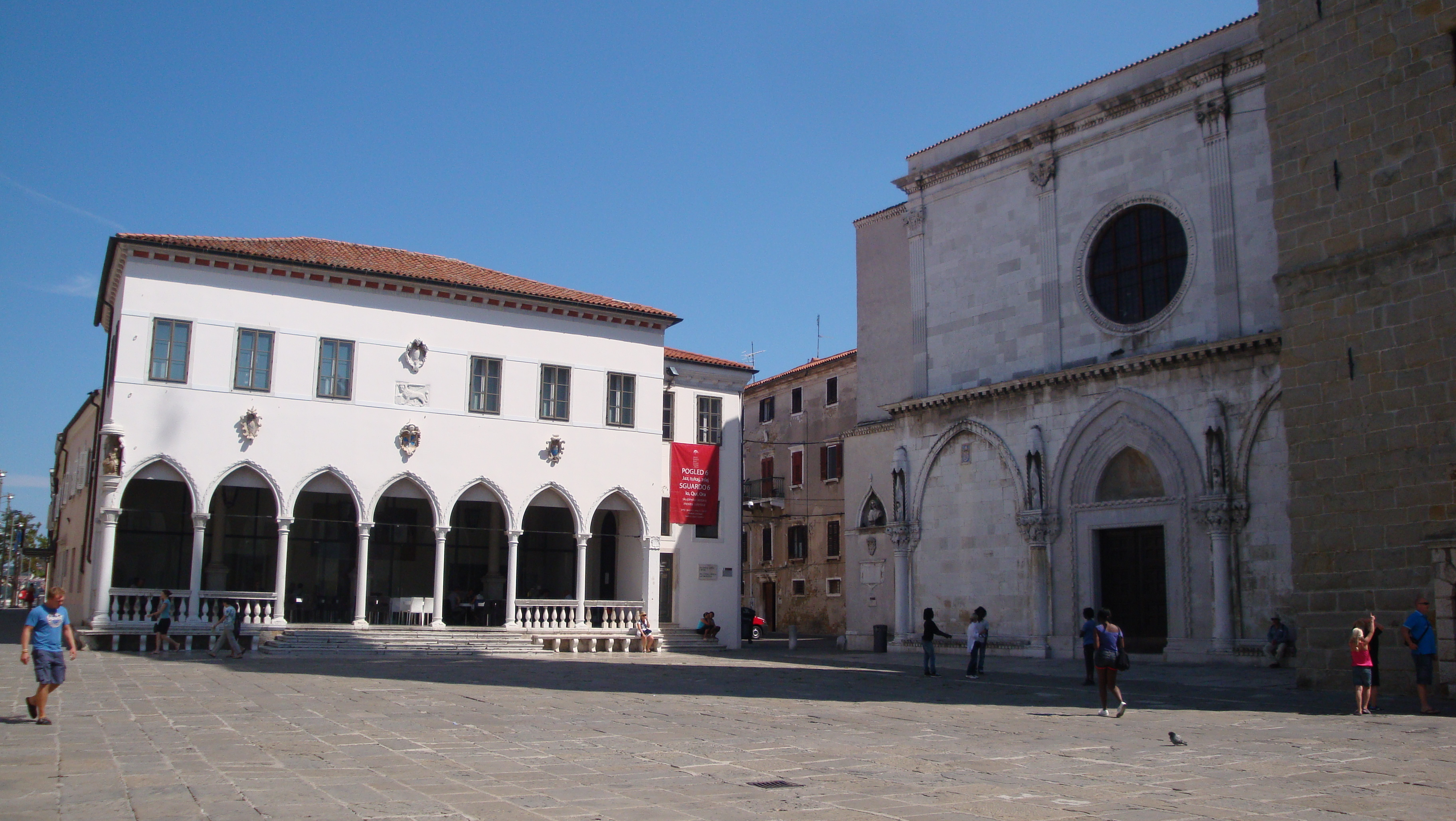
Place Tito.
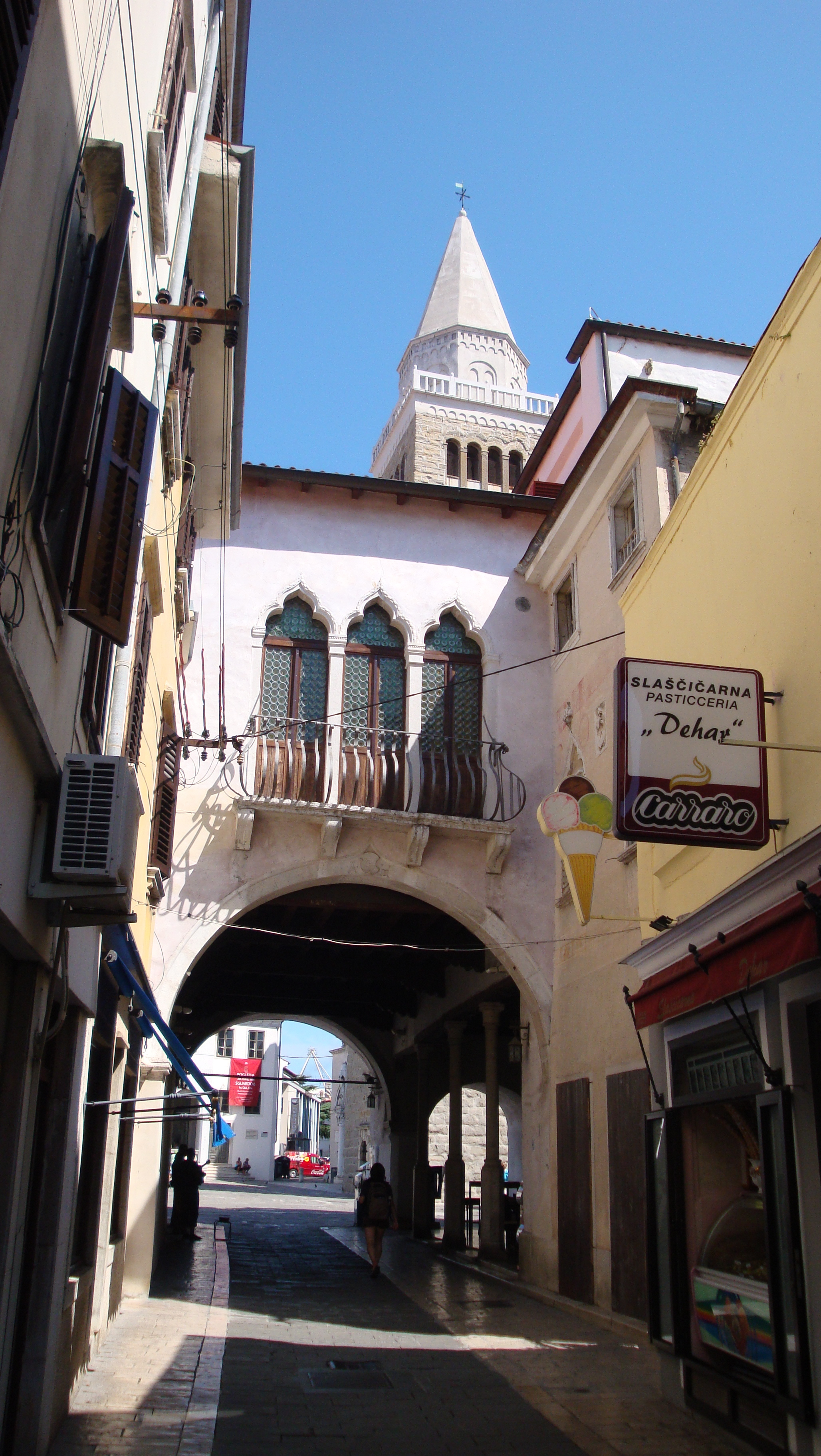
Ruelle proche du Palais prétorien.
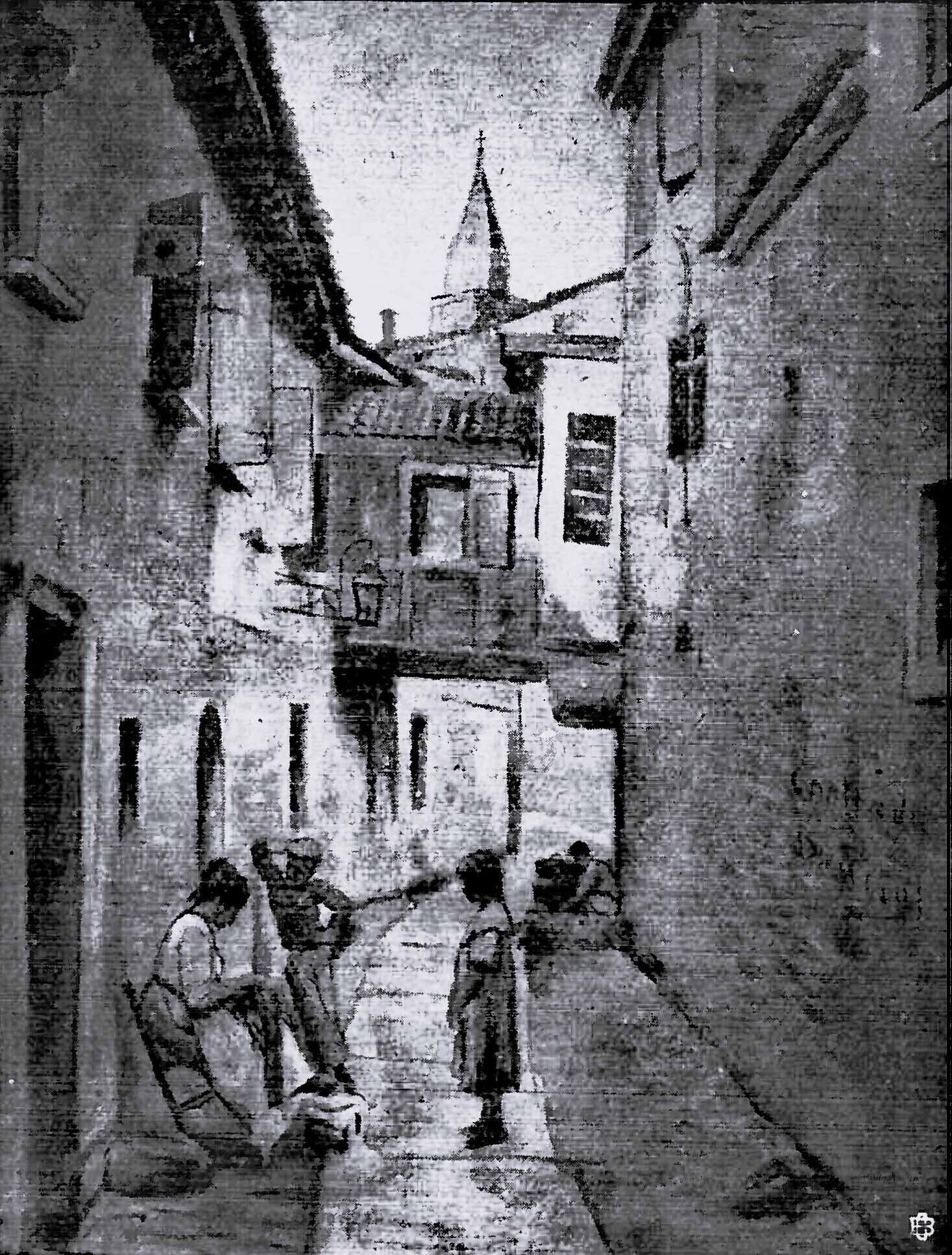
avant 1905
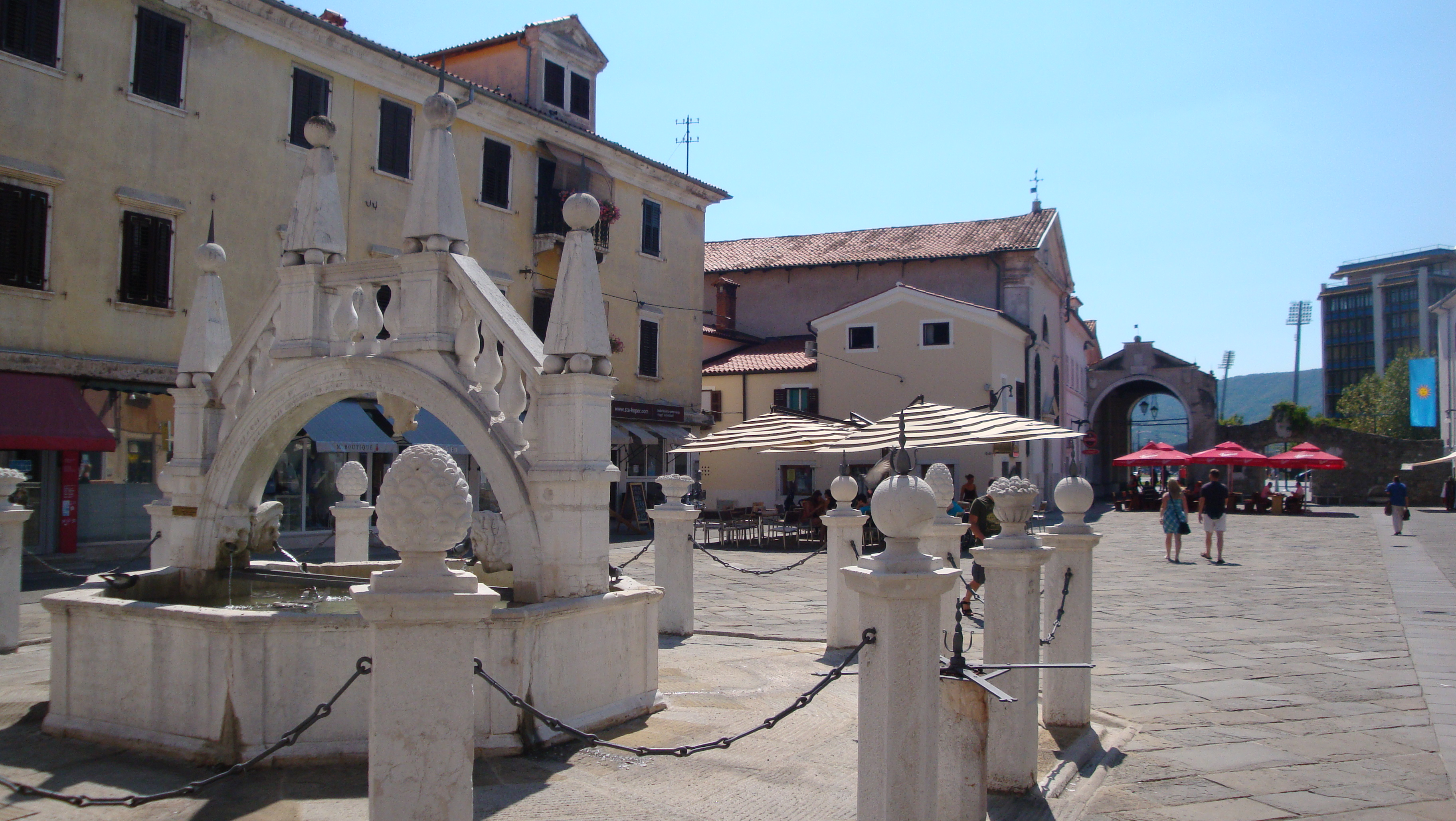
La fontaine Da Ponte, dans la vieille ville.
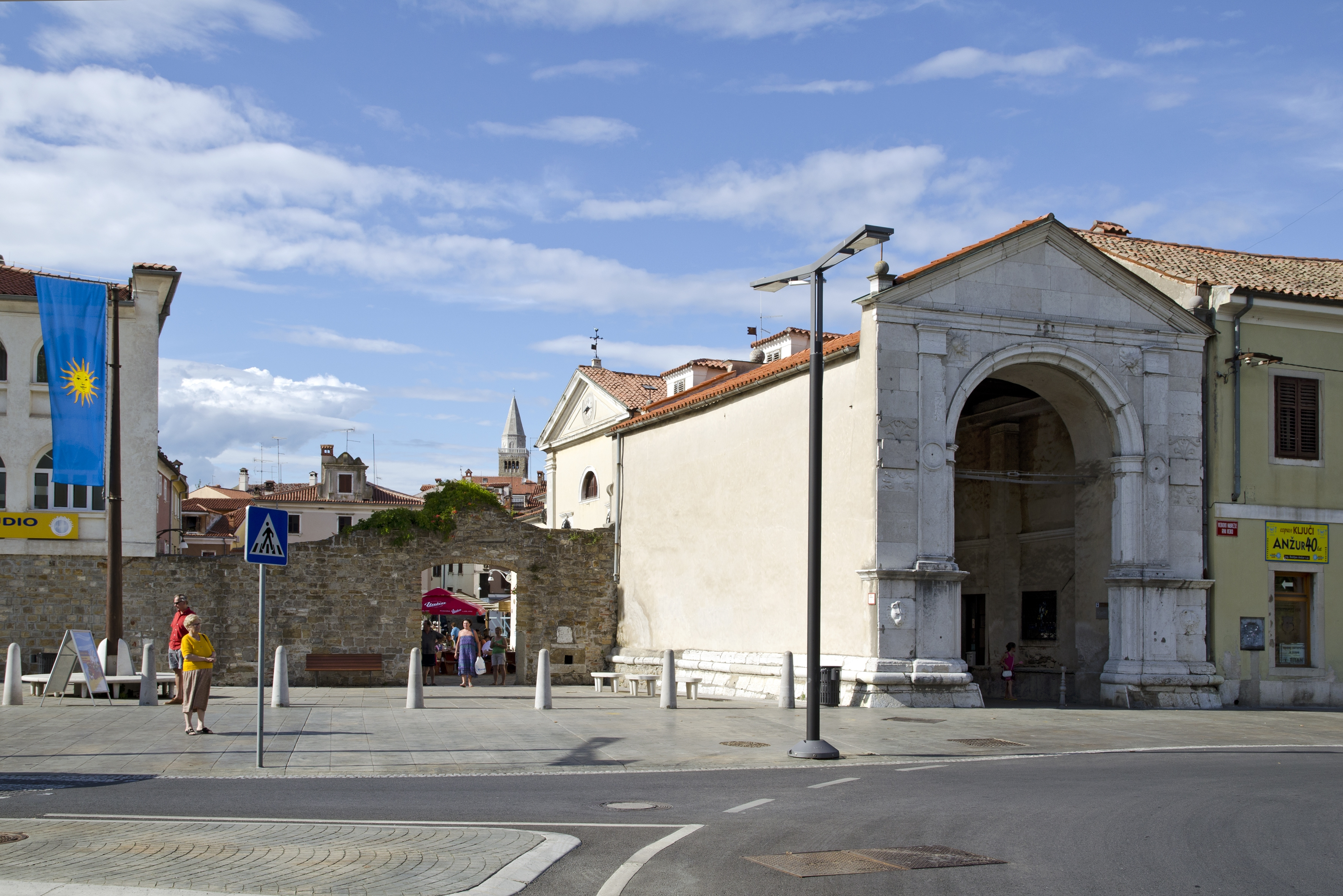
La porte de Muda.

## Culture et patrimoine
- Palais Brutti, 1714, en style baroque tardif en 1714, sur les plans de l'architecte italien Giorgio Massari ; la bibliothèque de la ville y est installée.

## Personnalités célèbres
- Lara Baruca ;
- Francesco Trevisani, peintre né à Capodistria en 1656
- Santorio Santorio, médecin
- Pier Paolo Vergerio l'ancien, humaniste et pédagogue
- Vittorio Italico Zupelli, général italien
- Nazario Sauro (1880-1916), irredentiste italien
- Lea Sirk, chanteuse